# Shadow DN8
Shadow DN8 — гоночный автомобиль команды Формулы-1 Shadow, сконструированный Тони Саутгейтом и Дэйвом Уссом, участвовавший в сезонах 1976-1978 годов.

## История
Во время Гран-при ЮАР 1977 года управлявший DN8 Том Прайс сбил насмерть маршала, перебегавшего трассу к остановившейся машине Ренцо Дзордзи. Огнетушитель из рук маршала попал валлийцу в голову и тот погиб.
За рулём этого автомобиля Алан Джонс в 1977 году выиграл дождевую гонку в Австрии, одержав первую в карьере победу, которая стала единственной в истории команды Shadow.

## Результаты выступлений в гонках
| Год  | Шасси | Двигатель            | Шины | Пилоты    | 1       | 2    | 3    | 4    | 5    | 6    | 7    | 8   | 9    | 10   | 11   | 12  | 13   | 14   | 15   | 16   | 17  | Место | Очки |  |
| ---- | ----- | -------------------- | ---- | --------- | ------- | ---- | ---- | ---- | ---- | ---- | ---- | --- | ---- | ---- | ---- | --- | ---- | ---- | ---- | ---- | --- | ----- | ---- |  |
| 1976 | DN8   | Ford Cosworth DFV V8 | G    |           | БРА     | ЮАР  | СШЗ  | ИСП  | БЕЛ  | МОН  | ШВЕ  | ФРА | ВЕЛ  | ГЕР  | АВТ  | НИД | ИТА  | КАН  | США  | ЯПО  |     | 8     | 10   |  |
| 1976 | DN8   | Ford Cosworth DFV V8 | G    | Прайс     |         |      |      |      |      |      |      |     |      |      |      | 4   | 8    | 11   | Сход | Сход |     | 8     | 10   |  |
| 1977 | DN8   | Ford Cosworth DFV V8 | G    |           | АРГ     | БРА  | ЮАР  | СШЗ  | ИСП  | МОН  | БЕЛ  | ШВЕ | ФРА  | ВЕЛ  | ГЕР  | АВТ | НИД  | ИТА  | США  | КАН  | ЯПО | 7     | 23   |  |
| 1977 | DN8   | Ford Cosworth DFV V8 | G    | Прайс     | НКЛ     | Сход | Сход |      |      |      |      |     |      |      |      |     |      |      |      |      |     | 7     | 23   |  |
| 1977 | DN8   | Ford Cosworth DFV V8 | G    | 17/16     | Дзордзи |      |      | Сход | Сход | Сход |      |     |      |      |      |     |      |      |      |      |     | 7     | 23   |  |
| 1977 | DN8   | Ford Cosworth DFV V8 | G    | Патрезе   |         |      |      |      |      | 9    | Сход |     | Сход | Сход | 10   |     | 13   | Сход |      | 10   | 6   | 7     | 23   |  |
| 1977 | DN8   | Ford Cosworth DFV V8 | G    | Оливер    |         |      |      |      |      |      |      | 9   |      |      |      |     |      |      |      |      |     | 7     | 23   |  |
| 1977 | DN8   | Ford Cosworth DFV V8 | G    | Мерцарио  |         |      |      |      |      |      |      |     |      |      | Сход |     |      |      |      |      |     | 7     | 23   |  |
| 1977 | DN8   | Ford Cosworth DFV V8 | G    | Жарье     |         |      |      |      |      |      |      |     |      |      |      |     |      |      | 9    |      |     | 7     | 23   |  |
| 1977 | DN8   | Ford Cosworth DFV V8 | G    | Джонс     |         |      |      | Сход | Сход | 6    | 5    | 17  | Сход | 7    | Сход | 1   | Сход | 3    | Сход | 4    | 4   | 7     | 23   |  |
| 1978 | DN8   | Ford Cosworth DFV V8 | G    |           | АРГ     | БРА  | ЮАР  | СШЗ  | МОН  | БЕЛ  | ИСП  | ШВЕ | ФРА  | ВЕЛ  | ГЕР  | АВТ | НИД  | ИТА  | США  | КАН  |     | 11    | 6    |  |
| 1978 | DN8   | Ford Cosworth DFV V8 | G    | Штук      | 17      | Сход | НКВ  |      |      |      |      |     |      |      |      |     |      |      |      |      |     | 11    | 6    |  |
| 1978 | DN8   | Ford Cosworth DFV V8 | G    | Регаццони | 15      | 5    | НКВ  | 10   |      |      |      |     |      |      |      |     |      |      |      |      |     | 11    | 6    |  |

| Легенда к таблице |                                                                    |
| --- | ------------------------------------------------------------------ |
| В таблице перечислены результаты всех Гран-при Формулы-1, в которых использовался автомобиль. Строками таблицы являются сезоны, столбцами — этапы чемпионата мира. В каждой клетке указаны сокращённое название этапа и результат, дополнительно обозначенный цветом. Расшифровка обозначений и цветов представлена в нижеследующей таблице. |                                                                    |
| \| Пример \| Описание \| \| ------------ \| ------------------------------------------------------------------ \| \| 1 \| Победитель \| \| 2 \| Второе место \| \| 3 \| Третье место \| \| 5 \| Финишировал, заработав очки \| \| Сход \| Не финишировал, но при этом заработал очки \| \| 12 \| Финишировал, не получив очков \| \| НКЛ \| Финишировал, но не попал в финальную классификацию \| \| 15 \| Участвовал вне зачёта, либо по отдельной классификации \| \| 18 \| Не финишировал, но попал в финальную классификацию \| \| Сход \| Не финишировал \| \| НКВ \| Не прошёл квалификацию \| \| НПКВ \| Не прошёл предквалификацию \| \| ДСК \| Дисквалифицирован \| \| ИСК \| Исключён из протокола соревнований \| \| ТТ \| Заявлен для участия только в тренировках \| \| НС \| Участвовал в квалификации, но не стартовал в гонке \| \| Т \| Травмирован или болен \| \| ОТК \| Отказ от участия \| \| НТР \| Прибыл на соревнования, но на трассу не выезжал \| \| НПР \| Был заявлен в числе участников, но не прибыл к началу соревнований \| \| О \| Соревнования отменены \| \| \| Не участвовал \| \| Поул-позиция \| \| \| Быстрый круг \| \| |                                                                    |
| Пример | Описание                                                           |
| 1 | Победитель                                                         |
| 2 | Второе место                                                       |
| 3 | Третье место                                                       |
| 5 | Финишировал, заработав очки                                        |
| Сход | Не финишировал, но при этом заработал очки                         |
| 12 | Финишировал, не получив очков                                      |
| НКЛ | Финишировал, но не попал в финальную классификацию                 |
| 15 | Участвовал вне зачёта, либо по отдельной классификации             |
| 18 | Не финишировал, но попал в финальную классификацию                 |
| Сход | Не финишировал                                                     |
| НКВ | Не прошёл квалификацию                                             |
| НПКВ | Не прошёл предквалификацию                                         |
| ДСК | Дисквалифицирован                                                  |
| ИСК | Исключён из протокола соревнований                                 |
| ТТ | Заявлен для участия только в тренировках                           |
| НС | Участвовал в квалификации, но не стартовал в гонке                 |
| Т | Травмирован или болен                                              |
| ОТК | Отказ от участия                                                   |
| НТР | Прибыл на соревнования, но на трассу не выезжал                    |
| НПР | Был заявлен в числе участников, но не прибыл к началу соревнований |
| О | Соревнования отменены                                              |
| | Не участвовал                                                      |
| Поул-позиция |                                                                    |
| Быстрый круг |                                                                    |